# Ернст-Рудольф Нойбауер
Ернст-Рудольф Нойбауер (нім. Neubauer Ernst Rudolf; 14 квітня 1822, Їглава, округ Їглава, Австро-Угорщина — 04 травня 1890, Радівці, Буковина, Австро-Угорщина) — австрійський письменник, педагог, журналіст і громадський діяч, активний учасник революційних подій у Відні 1848 (Академічний легіон).

## Життєпис
Народився у місті Іглау (Їглава; Моравія). У 1850–1872 роках жив і вчителював у Чернівцях, 1872–1890 — у Радівцях (Редеуць; Південна Буковина). У 1862–1868 роках видавав газету «Bukowina: Landes- and Amts-Zeitung» з додатком «Sontagsblat zur Unterhaltung und Belehrung», де друкувалися Юрій Федькович, Сидір Воробкевич, Карл-Еміль Францоз та інші. Нойбауер був другом і порадником Юрія Федьковича, який присвятив йому збірку німецькомовних поезій «Над Черемошем» (Am Tscheremusch, 1882). Окрім поезії, прози і драматичних творів, в яких використано буковинські фольклорні мотиви, Нойбауер у 1857 році видав книгу «Ілюстрована Буковина» (співавтор — чернівецький художник Г.-К. Кнапп), а також опублікував низку досліджень з історії літератури, історії середньовіччя та Нового часу.
Помер у місті Радівці.